# Bonde söker fru 2011
Bonde söker fru 2011 var den sjätte säsongen av TV4:s dejtingsåpa Bonde söker fru.
Under våren 2011 tog TV4 emot amälningarna till bönderna. Programmet spelades in under sommaren 2011. Den 6 och 13 maj sände TV4 ett så kallat porträttprogram där TV-tittarna för första gången får möta de nya bönderna. De sju första avsnitten av säsongen kunde ses över hela världen på TV4 Play innan man begränsade sändningen till Sverige. Under hösten 2011 kunde man för första gången även följa en femte bonde på internet, Rickard Gustafsson, en webbonde. 

## Medverkande
De medverkande bönderna var följande:
- Fredrik Holm, 24 år från Sproge.
- Gunilla Rasmusson, 64 år från Gullspång.
- Johanna Nordin, 37 år från Trogsta.
- Per Nilsson, 37 år från Esplunda.
- Per-Olov Johnsson, 52 år från Frökärr.
- Pär-Ola Nyström, 37 år från Fjugesta.
- Rickard Gustafsson, 27 år från Stenstorp.
- Torbjörn Eriksson, 44 år från Stamnared.

## Följdes i TV
- Johanna Nordin
- Fredrik Holm
- Pär-Ola Johansson
- Per-Olav Johansson